# Enrica
Enrica  è un nome proprio di persona italiano femminile.

## Varianti
- Femminili: Errica[4]
  - Alterati: Enrichetta[3]
  - Ipocoristici: Rica[5]
- Maschili: Enrico[2][3][4][6]

### Varianti in altre lingue
- Basso-tedesco: Henrike
- Danese: Henrike[2]
- Finlandese: Henriikka[2], Henna[2]
  - Ipocoristici: Riika[2], Riikka[2]
- Islandese: Hendrikka
- Norvegese: Henrike[2]
- Olandese: Hendrike[2], Hendrikje[2], Hendrina[2]
  - Ipocoristici: Hennie[2], Henny[2], Drika[2], Heike[2], Heintje[2], Rika[2]
- Polacco: Henryka[2]
- Svedese: Henrika[2], Henrike[2]
  - Ipocoristici: Rika[2]
- Tedesco: Heinrike[2], Henrike[2]
  - Ipocoristici: Rike[2]

## Origine e diffusione
È la forma femminile di Enrico, che è composto da haimi ("casa", "patria") e rickja ("potente") e significa "potente in patria".

## Onomastico
Nessuna santa ha mai portato il nome Enrica; l'onomastico si può festeggiare lo stesso giorno di Enrico oppure in memoria di una delle beate che portano il nome Enrichetta.

## Persone

Enrica Calabresi

- Enrica Bonaccorti, conduttrice televisiva, conduttrice radiofonica e attrice italiana
- Enrica Calabresi, zoologa e docente italiana
- Enrica Cipriani, sciatrice alpina italiana
- Enrica Collotti Pischel, storica italiana
- Enrica Dyrell, attrice italiana
- Enrica Merlo, pallavolista italiana
- Enrica Rosso, attrice italiana
- Enrica Zunic', scrittrice italiana

### Varianti
- Henny Porten, attrice e produttrice cinematografica tedesca
- Henna Raita, sciatrice alpina finlandese
- Henny Schermann, ragazza tedesca lesbica di origini ebraiche internata nei campi di concentramento nazisti